# 全日本大学野球選手権大会
全日本大学野球選手権大会（ぜんにっぽんだいがくやきゅうせんしゅけんたいかい、英語表記はJapan National Collegiate Baseball Championship）は、毎年6月に明治神宮野球場と東京ドームで開催されるトーナメント方式による大学野球の選手権大会である。主催は全日本大学野球連盟で、2004年からは読売新聞社と共催。UNIVAS CUP指定大会。

## 大会概要
大会に出場できるのは全日本大学野球連盟によって加盟連盟としての承認が得られた各大学野球連盟の春季リーグ戦の優勝チームである。そのため、大学硬式野球におけるインター・カレッジ大会に位置づけられる。
秋季に開催される明治神宮野球大会（大学の部）と合わせて大学野球の2大全国大会の一つであり、年間を通しては大学球界の最上位タイトルになる。
1947年、東京六大学野球連盟、東都大学野球連盟、関西六大学野球連盟 (旧連盟)（以下、旧制大学3連盟）が設立した全国大学野球連盟が開催する大学野球王座決定戦が開催された。一方、第二次世界大戦後に発足した新制大学で構成された全国新制大学野球連盟は、大学野球界初の全国大会となる新制大学野球選手権を開始した。当初は旧制大学3連盟による全国大学野球連盟と全国新制大学野球連盟の間に全国組織の運営を巡って考え方の不一致があり、そのため、この時期の大学野球界は日本一決定戦が2つ併存する状況が発生していた。
その後の話し合いの結果、1952年には全国新制大学野球連盟を全国大学野球連盟に吸収する形で新しい全国大学野球連盟（当初は旧名称を継承したが2年目からは全日本大学野球連盟に改称）が発足。それに伴い全国大会も統一され全日本大学野球選手権大会が誕生した。
以上のような大会発足時の経緯から、当初は旧制大学3連盟のみが連盟単独の出場権を持っており、新制大学野球連盟から移行した他の連盟や所属チームは、各地域毎に地区代表決定戦を行った上で本大会出場する形態となっていた。大会発足当時の出場枠は以下の通り。
- 東京六大学野球連盟
- 東都大学野球連盟
- 関西六大学野球連盟（旧関西六大学）
- 北海道・東北地区（後に北部地区大学野球連盟）
- 関東地区（後に甲信越を加えて東部地区大学野球連盟）
- 東海地区（後に北陸を加えて中部地区大学野球連盟）
- 近畿・中国・四国地区（後に西部地区大学野球連盟）
- 九州地区

なお、全日本大学野球連盟発足時の1952年1月の時点では、新制大学野球連盟側から移行した各地区連盟についてはまだ完全には整備されておらず、第一回の全日本大学野球選手権大会開催（同年8月）には参加校数の関係で一部不参加の地域があったり、後の地区名とは名称が異なったりしていた。
新制大学野球連盟から移行し、これら地区連盟内の内部に組み込まれたものの中には、現存している連盟の前身や母体に繋がる連盟として既に結成されていた連盟もあるが、リーグ戦は代表決定戦と別に行っていたり、リーグ戦自体は行わずに代表決定戦の地域とりまとめを行うだけだったりと、そのあり方については様々であった（当時の詳細な情況が不鮮明な地区も多いが、各地区の情況については関連する各連盟の項を参照のこと）。
1965年には、東京新大学野球連盟（東部地区から独立）、関東五大学野球連盟（東部地区から独立）、首都大学野球連盟（東都からの脱退校により新結成）、愛知大学野球連盟（中部地区から独立）、九州六大学野球連盟（九州地区から独立）の各大学連盟に出場権が与えられた。これは旧制大学3連盟以外への処置としては初めての単独出場権付与であり、実力的には未だ旧制大学3連盟には及ばないながら、大学野球の更なる普及振興の目的と共に新制大学野球連盟から移行した各大学野球連盟の実力が徐々にではあるが整ってきたことが認められた事に因る処置でもあった。
その後も地区内で結成された連盟に対して逐次出場権が与えられ、現在のような運営形態に発展していった。
なお、本大会出場の優秀選手や出場選手を中心として日米大学野球選手権大会の日本代表チームの構成メンバーが選出される。
開会式は、第57回大会までは開幕日第一試合前に明治神宮球場で行っていたが、第58回大会以降は開幕前日に室内会場（日本青年館など）にて行われている。

## 沿革
- 1946年 - 学制改革により、旧制大学と旧制専門学校、師範学校の多くが新制大学に移行
- 1947年 - 旧制大学から続く3連盟により全国大学野球連盟が結成。三大学リーグ王座決定戦が開催。同時にその他の連盟により全国新制大学野球連盟が誕生。新制大学野球選手権を主催
- 1952年 - 全国大学野球連盟と全国新制大学野球連盟が合併により発展的解消。第1回全日本大学野球選手権大会開催。
- 1967年 - 初の地方開催として名古屋で開催。
- 1974年 - 札幌で開催。
- 1976年 - 4強進出校でのページシステムによる敗者復活戦方式を導入。敗者復活戦勝者チームが優勝。
- 1977年 - 前年度採用の敗者復活戦方式を廃止。
- 1989年 - 3度目の地方開催として神戸で開催。
- 1991年 - 出場枠の大幅拡大処置が執られる[2]。
- 1992年 - 指名打者制度を採用。
- 2000年 - 大会パンフレットの体裁を大刷新。初めて選手の写真入り名鑑になる。
- 2001年 - 大会50回を記念し北海道と沖縄にそれぞれ特別枠（記念大会限定措置）を付与、この年のみ2増の28代表で実施された。大会パンフレットに初めて過去の歴代大会のトーナメント結果が掲載されるようになる。
- 2004年 - この年の大会パンフレットから歴代出場校一覧の掲載がはじめる。
- 2004年 - 読売新聞社との共催を開始
- 2005年 - 初めて東京ドームとの併用開催を実施
- 2007年 - 大会史上初めて放送メディアによる全試合の中継放送を実施[3]。
- 2011年 - 東日本大震災の影響による節電対策として、決勝を除き延長10回から1死満塁で攻撃を開始するタイブレークを採用（2017年度大会現在まで継続採用中）。
- 2020年 - コロナ感染拡大の影響で8月に延期。その後、史上初の中止が発表された[4]。

## 出場枠の変遷
| 回次              | 連盟単独 | 地区予選 |
| ----------------- | --- | --- |
| 第1回 （1952年）  | - 東京六大学野球連盟 - 東都大学野球連盟 - 関西六大学野球連盟 (旧連盟) | - 北海道・東北地区 - 関東地区 - 東海地区 - 近畿・中国・四国地区 - 九州地区 |
| 第2回 （1953年）  | - 東京六大学野球連盟 - 東都大学野球連盟 - 関西六大学野球連盟 (旧連盟) | - 北海道・東北地区 - 東部地区 - 中部地区 - 近畿地区 - 独立の出場権付与。 - 西部地区 - 九州地区 |
| 第4回 （1955年）  | - 東京六大学野球連盟 - 東都大学野球連盟 - 関西六大学野球連盟 (旧連盟) | - 北海道地区 - 独立の出場権付与。 - 北部地区 - 東部地区 - 中部地区 - 近畿地区 - 西部地区 - 九州地区 |
| 第11回 （1962年） | - 東京六大学野球連盟 - 東都大学野球連盟 - 関西六大学野球連盟 (旧連盟) - 合併に伴い、出場枠を統合。 - 関西大学野球連合 | - 北海道地区 - 北部地区 - 東部地区 - 中部地区 - 近畿地区 - 合併に伴い、出場枠を統合。 - 西部地区 - 九州地区 |
| 第14回 （1965年） | - 東京六大学野球連盟 - 東都大学野球連盟 - 東京新大学野球連盟 - 東部地区から独立。 - 関東五大学野球連盟 - 東部地区から独立。 - 首都大学野球連盟 - 東都から独立新設。 - 愛知大学野球連盟 - 中部地区から独立。 - 関西大学野球連合 - 九州六大学野球連盟 - 九州地区から独立。 | - 北海道地区 - 北部地区 - 東部地区 - 中部地区 - 西部地区 - 九州地区 |
| 第17回 （1968年） | - 東京六大学野球連盟 - 東都大学野球連盟 - 東京新大学野球連盟 - 神奈川五大学野球連盟 - 首都大学野球連盟 - 愛知大学野球連盟 - 関西大学野球連合 - 広島六大学野球連盟 - 西部地区から独立。 - 九州六大学野球連盟 | - 北海道地区 - 北部地区 - 東部地区 - 中部地区 - 西部地区 - 九州地区 |
| 第31回 （1982年） | - 東京六大学野球連盟 - 東都大学野球連盟 - 東京新大学野球連盟 - 神奈川大学野球連盟 - 首都大学野球連盟 - 愛知大学野球連盟 - 関西大学野球連合 - 広島六大学野球連盟 - 九州六大学野球連盟 | - 北海道地区 - 北部地区 - 東部地区 - 中部地区 - 旧関西大学野球連合 - 近畿大学野球連盟、京滋大学野球連盟、阪神大学野球連盟、関西学生野球連盟、関西六大学野球連盟に分裂（地区連盟は結成されず）。出場枠は連合としての1枠をそのまま暫定的に継承し、代表決定戦（各リーグ代表5校によるトーナメント）により本選出場校を選出した。 - 西部地区 - 九州地区 |
| 第32回 （1983年） | - 東京六大学野球連盟 - 東都大学野球連盟 - 東京新大学野球連盟 - 神奈川大学野球連盟 - 首都大学野球連盟 - 愛知大学野球連盟 - 広島六大学野球連盟 - 九州六大学野球連盟 | - 北海道地区 - 北部地区 - 東部地区 - 中部地区 - 旧関西大学野球連合（1→2） - 枠を1増。代表決定は先ず各リーグ代表5校によるトーナメント優勝校が第1代表となり、第2代表は第1代表トーナメントで敗退した順番に順次対戦していくステップラダーによる敗者復活戦で最終的に残ったチームを当てる。 - 西部地区 - 九州地区                                       |
| 第38回 （1989年） | - 東京六大学野球連盟 - 東都大学野球連盟 - 東京新大学野球連盟 - 神奈川大学野球連盟 - 首都大学野球連盟 - 愛知大学野球連盟 - 広島六大学野球連盟 - 九州六大学野球連盟 | - 北海道地区 - 北部地区 - 東部地区 - 中部地区 - 旧関西大学野球連合（2→3） - 枠を1増。第3代表の決定方法は2代表時代の敗者復活戦に準じる。 - 西部地区 - 九州地区 |
| 第40回 （1991年） | - 北東北大学野球連盟 - 北部地区を分割。 - 東京六大学野球連盟 - 東都大学野球連盟 - 東京新大学野球連盟 - 神奈川大学野球連盟 - 首都大学野球連盟 - 北関東甲信越大学野球連盟 - 東部地区を分割。 - 千葉県大学野球連盟 - 東部地区を分割。 - 北陸大学野球連盟 - 中部地区を分割。 - 東海地区大学野球連盟 - 中部地区を分割。 - 愛知大学野球連盟 - 関西学生野球連盟 - 関西地区を分割。 - 関西六大学野球連盟 - 関西地区を分割。 - 近畿大学野球連盟 - 関西地区を分割。 - 京滋大学野球連盟 - 関西地区を分割。 - 阪神大学野球連盟 - 関西地区を分割。 - 広島六大学野球連盟 - 中国地区大学野球連盟 - 西部地区を分割。 - 四国地区大学野球連盟 - 西部地区を分割。 - 九州六大学野球連盟 - 福岡六大学野球連盟 - 九州地区を分割。 - 九州地区大学野球連盟 - 九州地区を分割。 | - 北海道地区 - 北部地区 - 南東北地区 - 北部地区を分割。 - 東部地区 - 中部地区 - 旧関西大学野球連合 - 西部地区 - 九州地区 |
| 第44回 （1995年） | - 北海道学生野球連盟 - 北海道地区を分割。 - 札幌学生野球連盟 - 北海道地区を分割。 - 北東北大学野球連盟 - 東京六大学野球連盟 - 東都大学野球連盟 - 東京新大学野球連盟 - 神奈川大学野球連盟 - 首都大学野球連盟 - 関甲新学生野球連盟 - 千葉県大学野球連盟 - 北陸大学野球連盟 - 東海地区大学野球連盟 - 愛知大学野球連盟 - 関西学生野球連盟 - 関西六大学野球連盟 - 近畿大学野球連盟 - 京滋大学野球連盟 - 阪神大学野球連盟 - 広島六大学野球連盟 - 中国地区大学野球連盟 - 四国地区大学野球連盟 - 九州六大学野球連盟 - 福岡六大学野球連盟 - 九州地区大学野球連盟 | - 北海道地区 - 南東北地区 |
| 第48回 （1999年） | - 北海道学生野球連盟 - 札幌学生野球連盟 - 北東北大学野球連盟 - 仙台六大学野球連盟 - 南東北地区を分割。 - 南奥羽大学野球連盟 - 南東北地区を分割。 - 東京六大学野球連盟 - 東都大学野球連盟 - 東京新大学野球連盟 - 神奈川大学野球連盟 - 首都大学野球連盟 - 関甲新学生野球連盟 - 千葉県大学野球連盟 - 北陸大学野球連盟 - 東海地区大学野球連盟 - 愛知大学野球連盟 - 関西学生野球連盟 - 関西六大学野球連盟 - 近畿大学野球連盟 - 京滋大学野球連盟 - 阪神大学野球連盟 - 広島六大学野球連盟 - 中国地区大学野球連盟 - 四国地区大学野球連盟 - 九州六大学野球連盟 - 福岡六大学野球連盟 - 九州地区大学野球連盟 | - 南東北地区 |
| 第65回 （2016年） | - 北海道学生野球連盟 - 札幌学生野球連盟 - 北東北大学野球連盟 - 仙台六大学野球連盟 - 南東北大学野球連盟 - 東京六大学野球連盟 - 東都大学野球連盟 - 東京新大学野球連盟 - 神奈川大学野球連盟 - 首都大学野球連盟 - 関甲新学生野球連盟 - 千葉県大学野球連盟 - 北陸大学野球連盟 - 東海地区大学野球連盟 - 愛知大学野球連盟 - 関西学生野球連盟 - 関西六大学野球連盟 - 近畿大学野球連盟 - 京滋大学野球連盟 - 阪神大学野球連盟 - 広島六大学野球連盟 - 中国地区大学野球連盟 - 四国地区大学野球連盟 - 九州六大学野球連盟 - 福岡六大学野球連盟 - 九州地区大学野球連盟（1→2） - 枠を1増。北部（福岡県・長崎県・大分県）・南部（沖縄県・鹿児島県・宮崎県・熊本県）から各1チーム出場                                                                                   | |
| 第74回 （2025年） | - 北海道学生野球連盟 - 札幌学生野球連盟 - 北東北大学野球連盟 - 仙台六大学野球連盟 - 南東北大学野球連盟 - 東京六大学野球連盟 - 東都大学野球連盟 - 東京新大学野球連盟 - 神奈川大学野球連盟 - 首都大学野球連盟 - 関甲新学生野球連盟 - 千葉県大学野球連盟 - 北陸大学野球連盟 - 東海地区大学野球連盟 - 愛知大学野球連盟 - 関西学生野球連盟 - 関西六大学野球連盟 - 近畿大学野球連盟 - 京滋大学野球連盟 - 阪神大学野球連盟 - 広島六大学野球連盟 - 中国地区大学野球連盟 - 四国地区大学野球連盟 - 九州六大学野球連盟 - 福岡六大学野球連盟 - 九州地区大学野球連盟（2→1） - 枠を1減。従来の南部（沖縄県・鹿児島県・宮崎県・熊本県）ブロックが南部九州大学野球連盟として独立。 - 南部九州大学野球連盟                                                             | |

## シードのシステム
2016年度以降は前年度ベスト4の連盟とそれを除き過去10年間で優勝回数の最も多い連盟の所属校の5校を2回戦から登場するシード校としている。ただし過去には幾多の変遷をたどっていて、度々何らかの変更がなされている。
大会初期のころを除き、かつては過去の所属連盟としての優勝回数が多い上位から4校であったり、6校であったり8校であったりしたが、近年は前年のベスト4のみの場合や、それに優勝回数の上位（後述の連盟別優勝回数を参照）から幾つかを加えるという形に落ち着いていた。但し校数はその年の事情によって異なり、この事情のせいで素人目には難解な調整方法が採られていた。 
複雑な決定方法とその裏事情
表向きにはされていないが、大会運営としての集客上・広報戦略上の見地から、優勝回数や上位進出の期待や可能性が、いずれも高いとされる（それぞれの実績については後述の大会の歴代の記録を参照）東京六大学野球連盟代表と東都大学野球連盟代表の対決が、早い段階でおこなわれない考慮が働いていた。以前は、過去の実績としての連盟別優勝回数という条件だけでシードを選出していたので、選択方法の方針が統一の点ではシンプルであった。その後、選手権大会の運営がそれまでの東京六大学野球連盟中心（開催地であるという主な理由）から、全国の連盟からの選出された学生中心の運営に変わった。その為「過去の成績のみで決めるのは適当ではない。」との意見が多くなり、前年のベスト4を中心に選ぶ方法が導入された。しかし、前述両連盟を組み合わせで早い段階で当たらない様にする方針は長期間に渡って継続されていた。
いつ頃から調整が入るようになったかは定かでないが、1975年の第24回大会を最後に、54回大会までは東京六大学・東都の両連盟代表が決勝以外で当たるような組み合わせになった事は一度も無かった。それ以前でも8回だけと少ない。2006年の55回大会では31年振りに決勝以外で六大学と東都の代表が対戦する組み合わせが実現したが、25回大会から63回大会までは55回大会の一度のみとなっていた。
ただしこれらは、特定連盟を有利に導くために行われているものでなく、長い大会の歴史の中で積み重ねられた結果と大学野球を取り巻く現状から導き出された運営面からみた戦略上のテクニックとして行われていた。
組み合わせの発表時にシード校名とその理由の説明が併記されるのが通例であったが、年次によっては理由には全く触れずにシード校名のみの発表だったり、シード校があること自体を発表しない年もあり、実際には発表されない大会でも何らかの組み合わせ調整が行われていた。
第62回大会以降
第62回（2013年度）大会の組み合わせより、シードの条件の一つとしてはじめて「過去10大会の優勝回数」を採用し、シード数を6、条件を前年度ベスト4連盟代表と過去10年間の優勝回数が多い順で前述ベスト4連盟を除く上位2連盟の代表とした（「過去全ての優勝回数」はあったが近年一定年間を条件にしたのは初）。以降はこの方式が定着している。前年優勝・準優勝連盟の代表校は決勝まで対戦しない組み合わせとなり、その他のシード校の位置は抽選で決定される。これにより六大学・東都のみを対象とした組み合わせ調整は事実上撤廃されており、第64回大会から第66回大会までは3年連続で決勝までに対戦する組み合わせとなった。特に第64回大会ではともにシード校でありながら準々決勝で対戦している。
それでも六大学・東都は過去10大会の優勝回数では常に上位に入っており、両連盟代表のシードは事実上保証されていた。しかし第65回（2016年度）からは出場チーム数増に伴い2回戦からの登場となる学校が減ったためシード数も5となり、過去10大会の優勝回数によるシードは1連盟のみとなった。これにより両代表がともにベスト4を逃した場合少なくともどちらかがシードから漏れることとなり、同大会では両代表ともベスト8までに敗退したため第66回（2017年度）では過去10大会の優勝回数が少ない東都代表がシードから漏れた。なお東都代表は第60回大会（2011年度）から第70回大会（2021年）まで優勝はおろかベスト4からも遠ざかっており、過去10大会の優勝回数によるシードの確保も困難な状況となっていた。
5校目のシード要件を満たす連盟が複数ある場合の決定方法は公表されていない。第70回大会（2021年度）の結果、ベスト4を除く連盟の過去10大会の優勝回数は東都、首都、仙台六、東海の4連盟が1回で並んだが、翌2022年度の第71大会では東都代表がシードとなっている。

## 応援について

### 応援リーダー台
神宮球場
応援で使用する応援リーダー台は、東京六大学応援団連盟の所有物であるが、同じ神宮球場を使用している関係（保管庫が球場内にあり、保管料自体は東京六大学応援団連盟が支払っている）で、全日本大学野球連盟として一括で貸料を支払って借り受けている。従って、各校応援団・応援部は特有の事情が無い限り、当該校野球部経由で、全日本大学野球連盟に借り受け交渉をなうのが通常のルールになる。なお、台の設置・撤収は、現在では基本的に球場担当係員の指導・指示の下で、当該校の野球部員・応援部員が行うことになる（当日の最初に使用する大学が設置し、最後になる大学が撤去する）。
※かつては、台の借受交渉は、その貸料納付も含めて使用する学校が独自で東京六大学応援団連盟に直接行わなければならない時期もあり、その時代には東京六大学応援団連盟の当番校担当団員・部員が試合のたびに指導・監視に付いていた。台の設置・撤去も使用試合が連続しない限りは試合の度に行われるなど非効率的な運用で行われていた。
東京ドーム
2005年から併用になっている東京ドームにおいては、従来から主に都市対抗野球用として応援台が準備されており、本大会開催期間中は神宮球場の場合と同様に全日本大学野球連盟として一括に借り受けている。従って各校の借受交渉は神宮と同様に当該校野球部経由で行う事になるが、台の設置・撤収に関しては神宮球場と異なり、設備が若干大掛かりなことと所有者が球場側な事もあり、全て球場係員が事前・事後に行うため当該校学生が関与する事はない。

### 楽器の使用
神宮球場
いわゆる応援団所有の大太鼓は、試合開始前・7回・試合終了後の校歌斉唱時（必ずしも校歌である必要はない）のみ使用可。それ以外の場合は、吹奏楽隊に付随の太鼓のみ使用可能。また、18:00の時点をもって、パーカッション類の楽器は一切禁止となり、21:00をもって一切の楽器演奏が禁止となる（理由：球場側が騒音問題上での近隣住民側苦情を考慮したもの。詳細は明治神宮野球場の項を参照）。なお、同球場を日常的に使用している東京六大学野球、東都大学野球においても同様の規制を受けている（参考：東京都の条例により、スタジアム・競技場などで、22:00以降鳴り物を使用する応援はできなくなる）。
東京ドーム
東京都の条例による22:00以降の鳴り物応援禁止外は、特段の制限はない。

## 歴代記録と大会結果

### 出場校と成績一覧
＊1：旧　東京農業大生物産業学部（学内事情による名称変更に伴う登録チーム名変更）。
＊2：1984年、1988年、1994年出場の「道都大」は「道都大紋別校」に改称後、札幌学生野球連盟所属の道都大札幌校（旧・北海道産業短大）に統合し消滅、同時に道都大札幌校が「道都大」に改称（現・星槎道都大）。統合後の成績には旧・道都大紋別校のものを含まない。
＊3：出場辞退。
＊4：表記の校名については、正式名称に準じた。

#### 歴代結果
※★は優勝校、●は準優勝校、△▽はその他のベスト4進出校（△が優勝校・▽が準優勝校との対戦チーム）。
※空欄は地区内の代表決定戦で敗退などで本大会への出場校なし。
※"‐"は枠あるいは連盟として未結成のため、存在していない（チームとしては存在していないか他の連盟や地区に所属）。
※【所属連盟】は現在の連盟名称。後年に移籍したチームは当時の連盟で表示（改称歴のある連盟についても現在の連盟欄で表示）。
※結成創設年月は連盟史として公式に出しているものに従っているので、表ではその結成以前に母体となった連盟や組織があった場合はその系譜に沿った表示を採用。
※第25回大会のみ4強進出校での敗者復活戦方式を導入。敗者復活戦1位校（従来の当一覧による記載だと本来は4位扱いのチーム）が本トーナメント1位校を破り優勝、その敗者が準優勝校となった。当一覧で便宜上で3位4位扱いチームとなっている他の4強の記載については、本トーナメントの1位校が2位扱いとなるため、この年次に限っては、本トーナメントでの本来の2位記載校を3位、3位扱い校を4位として順次繰り下げで記載した。
※第32回～第39回大会の関西地区における*数字は地区内の代表順位を示す（順位に因る本大会における特典はなし）。
※第50回大会は記念大会特別枠として北海道枠（北海道2連盟の2位同士で代表決定戦）と沖縄枠（沖縄県リーグの優勝校）が割り当てられた。
| 年                 | 回                | 所属連盟（結成創設年月）                               | 所属連盟（結成創設年月）                               | 所属連盟（結成創設年月）                               | 所属連盟（結成創設年月）                               | 所属連盟（結成創設年月）                               | 所属連盟（結成創設年月）                               | 所属連盟（結成創設年月）                               | 所属連盟（結成創設年月）                               | 所属連盟（結成創設年月）                               | 所属連盟（結成創設年月）                               | 所属連盟（結成創設年月）                               | 所属連盟（結成創設年月）                               | 所属連盟（結成創設年月）                               | 所属連盟（結成創設年月）                               | 所属連盟（結成創設年月）                               | 所属連盟（結成創設年月）                               | 所属連盟（結成創設年月）                               | 所属連盟（結成創設年月）                               | 所属連盟（結成創設年月）                               | 所属連盟（結成創設年月）                               | 所属連盟（結成創設年月）                               | 所属連盟（結成創設年月）                               | 所属連盟（結成創設年月）                               | 所属連盟（結成創設年月）                               | 所属連盟（結成創設年月）                               | 所属連盟（結成創設年月）                               | 所属連盟（結成創設年月）                               | 出 場 校 数 | 備考 （※解説）    |
| 年                 | 回                | 北海道 (1990.2)                                        | 札幌 (1990.2)                                          | 北東北 (1991.4)                                        | 南東北 (1991.10)                                       | 仙台六 (1970.4)                                        | 関甲新 (1993.4)                                        | 千葉県 (1952.7)                                        | 東京新 (1952.4)                                        | 神奈川 (1949.4)                                        | 首都 (1964.6)                                          | 東都 (1931.4)                                          | 東京六 (1925.9)                                        | 東海 (1975.4)                                          | 北陸 (1968.4)                                          | 愛知 (1949.10)                                         | 関西 (1982.2)                                          | 関西六 (1982.2)                                        | 京滋 (1950.10)                                         | 近畿 (1948.4)                                          | 阪神 (1955.4)                                          | 広島六 (1967.4)                                        | 中国 (1974.3)                                          | 四国 (1949.4)                                          | 九州六 (1957.4)                                        | 福岡六 (1971.10)                                       | 九州 (1952.1)                                          | 九州 (1952.1)                                          | 出 場 校 数 | 備考 （※解説）    |
| 当時の代表枠→      | 当時の代表枠→     | 北海道・東北地区                                       | 北海道・東北地区                                       | 北海道・東北地区                                       | 北海道・東北地区                                       | 北海道・東北地区                                       | 関東地区                                               | 関東地区                                               | 関東地区                                               | 関東地区                                               | 東都                                                   | 東都                                                   | 東京六                                                 | 東海地区                                               | 東海地区                                               | 東海地区                                               | 関西六                                                 | 近畿・中国・四国地区                                   | 近畿・中国・四国地区                                   | 近畿・中国・四国地区                                   | 近畿・中国・四国地区                                   | 近畿・中国・四国地区                                   | 近畿・中国・四国地区                                   | 近畿・中国・四国地区                                   | 九州地区                                               | 九州地区                                               | 九州地区                                               | 九州地区                                               |             |                   |
| ------------------ | ----------------- | ------------------------------------------------------ | ------------------------------------------------------ | ------------------------------------------------------ | ------------------------------------------------------ | ------------------------------------------------------ | ------------------------------------------------------ | ------------------------------------------------------ | ------------------------------------------------------ | ------------------------------------------------------ | ------------------------------------------------------ | ------------------------------------------------------ | ------------------------------------------------------ | ------------------------------------------------------ | ------------------------------------------------------ | ------------------------------------------------------ | ------------------------------------------------------ | ------------------------------------------------------ | ------------------------------------------------------ | ------------------------------------------------------ | ------------------------------------------------------ | ------------------------------------------------------ | ------------------------------------------------------ | ------------------------------------------------------ | ------------------------------------------------------ | ------------------------------------------------------ | ------------------------------------------------------ | ------------------------------------------------------ | ----------- | ----------------- |
| 1952年（昭和27年） | 1                 |                                                        |                                                        | 秋田大                                                 | 秋田大                                                 | 秋田大                                                 |                                                        |                                                        |                                                        | △横浜市立大                                            | ▽専修大                                                | ▽専修大                                                | ★慶應義塾大                                            |                                                        | ‐                                                      | 愛知大                                                 | ●関西学院大                                            | ‐                                                      |                                                        | 近畿大                                                 | ‐                                                      |                                                        |                                                        |                                                        | 福岡商科大                                             | 福岡商科大                                             | 福岡商科大                                             | 福岡商科大                                             | 8           |                   |
| 代表枠変更・改称→  | 代表枠変更・改称→ | （北部地区）                                           | （北部地区）                                           | （北部地区）                                           | （北部地区）                                           | （北部地区）                                           | （東部地区）                                           | （東部地区）                                           | （東部地区）                                           | （東部地区）                                           |                                                        |                                                        |                                                        | （中部地区）                                           | （中部地区）                                           | （中部地区）                                           |                                                        | 近畿地区                                               | 近畿地区                                               | 近畿地区                                               | 近畿地区                                               | 西部地区                                               | 西部地区                                               | 西部地区                                               |                                                        |                                                        |                                                        |                                                        |             |                   |
| 1953年（昭和28年） | 2                 |                                                        |                                                        | 東北学院大                                             | 東北学院大                                             | 東北学院大                                             |                                                        |                                                        |                                                        | 神奈川大                                               | ●中央大                                                | ●中央大                                                | ★立教大                                                |                                                        |                                                        | 名城大                                                 | ▽関西学院大                                            | ‐                                                      |                                                        | 近畿大                                                 | ‐                                                      | △岡山大                                                | △岡山大                                                |                                                        | 西南学院大                                             | 西南学院大                                             | 西南学院大                                             | 西南学院大                                             | 9           |                   |
| 1954年（昭和29年） | 3                 |                                                        |                                                        | 東北学院大                                             | 東北学院大                                             | 東北学院大                                             |                                                        |                                                        |                                                        | ▽横浜市立大                                            | △専修大                                                | △専修大                                                | ★明治大                                                |                                                        |                                                        | 愛知大                                                 | ●立命館大                                              | ‐                                                      | 京都学芸大                                             |                                                        |                                                        | 岡山大                                                 | 岡山大                                                 |                                                        | 福岡商科大                                             | 福岡商科大                                             | 福岡商科大                                             | 福岡商科大                                             | 9           |                   |
| 代表枠変更→        | 代表枠変更→       | 北海道地区                                             | 北海道地区                                             | 北部地区                                               | 北部地区                                               | 北部地区                                               |                                                        |                                                        |                                                        |                                                        |                                                        |                                                        |                                                        |                                                        |                                                        |                                                        |                                                        |                                                        |                                                        |                                                        |                                                        |                                                        |                                                        |                                                        |                                                        |                                                        |                                                        |                                                        |             |                   |
| 1955年（昭和30年） | 4                 | 北海学園大                                             | 北海学園大                                             | 東北学院大                                             | 東北学院大                                             | 東北学院大                                             |                                                        |                                                        |                                                        | △神奈川大                                              | ●日本大                                                | ●日本大                                                | ★明治大                                                |                                                        |                                                        | 愛知学院大                                             | ▽同志社大                                              | ‐                                                      |                                                        | 近畿大                                                 |                                                        | 岡山大                                                 | 岡山大                                                 |                                                        | 西南学院大                                             | 西南学院大                                             | 西南学院大                                             | 西南学院大                                             | 10          |                   |
| 1956年（昭和31年） | 5                 | 北海学園大                                             | 北海学園大                                             | 東北大                                                 | 東北大                                                 | 東北大                                                 | 茨城大                                                 |                                                        |                                                        |                                                        | ●日本大                                                | ●日本大                                                | △早稲田大                                              |                                                        |                                                        | 愛知学院大                                             | ★関西大                                                | ‐                                                      |                                                        | 近畿大                                                 |                                                        | ▽岡山大                                                | ▽岡山大                                                |                                                        | 西南学院大                                             | 西南学院大                                             | 西南学院大                                             | 西南学院大                                             | 10          |                   |
| 1957年（昭和32年） | 6                 | 北海学園大                                             | 北海学園大                                             | 東北学院大                                             | 東北学院大                                             | 東北学院大                                             |                                                        |                                                        |                                                        | 関東学院大                                             | ●専修大                                                | ●専修大                                                | ★立教大                                                |                                                        |                                                        | ▽愛知大                                                | △関西大                                                | ‐                                                      |                                                        | 近畿大                                                 |                                                        |                                                        |                                                        | 松山商科大                                             | 西南学院大                                             |                                                        |                                                        |                                                        | 10          |                   |
| 1958年（昭和33年） | 7                 | ▽北海学園大                                            | ▽北海学園大                                            | 東北大                                                 | 東北大                                                 | 東北大                                                 |                                                        |                                                        |                                                        | 関東学院大                                             | ●中央大                                                | ●中央大                                                | ★立教大                                                |                                                        |                                                        | 愛知大                                                 | △関西大                                                | ‐                                                      |                                                        | 近畿大                                                 |                                                        |                                                        |                                                        | 松山商科大                                             | 西南学院大                                             |                                                        |                                                        |                                                        | 10          |                   |
| 1959年（昭和34年） | 8                 | 北海学園大                                             | 北海学園大                                             | 東北大                                                 | 東北大                                                 | 東北大                                                 |                                                        |                                                        |                                                        | 横浜市立大                                             | △専修大                                                | △専修大                                                | ★早稲田大                                              |                                                        |                                                        | ▽中京大                                                | ●関西学院大                                            | ‐                                                      |                                                        | 近畿大                                                 |                                                        |                                                        |                                                        | 松山商科大                                             | 福岡大                                                 |                                                        |                                                        |                                                        | 10          |                   |
| 1960年（昭和35年） | 9                 | △北海学園大                                            | △北海学園大                                            | 東北学院大                                             | 東北学院大                                             | 東北学院大                                             |                                                        |                                                        |                                                        | 神奈川大                                               | 日本大                                                 | 日本大                                                 | ★法政大                                                |                                                        |                                                        | ▽中京大                                                | ●同志社大                                              | ‐                                                      |                                                        | 近畿大                                                 |                                                        |                                                        |                                                        | 松山商科大                                             | 北九州大                                               |                                                        |                                                        |                                                        | 10          |                   |
| 1961年（昭和36年） | 10                | 北海学園大                                             | 北海学園大                                             | 東北大                                                 | 東北大                                                 | 東北大                                                 |                                                        |                                                        |                                                        | 神奈川大                                               | ★日本大                                                | ★日本大                                                | △明治大                                                |                                                        |                                                        | ▽中京大                                                | ●関西大                                                | ‐                                                      |                                                        | 近畿大                                                 |                                                        |                                                        |                                                        | 松山商科大                                             | 八幡大                                                 |                                                        |                                                        |                                                        | 10          |                   |
| 代表枠変更→        | 代表枠変更→       |                                                        |                                                        |                                                        |                                                        |                                                        |                                                        |                                                        |                                                        |                                                        |                                                        |                                                        |                                                        |                                                        |                                                        |                                                        | 関西連合・関西六                                       | 関西連合・関西六                                       | 関西連合・関西六                                       | 関西連合・関西六                                       | 関西連合・関西六                                       |                                                        |                                                        |                                                        |                                                        |                                                        |                                                        |                                                        |             |                   |
| 1962年（昭和37年） | 11                | 北海学園大                                             | 北海学園大                                             | 東北学院大                                             | 東北学院大                                             | 東北学院大                                             |                                                        |                                                        |                                                        | 横浜市立大                                             | ●駒澤大                                                | ●駒澤大                                                | ★法政大                                                |                                                        |                                                        | △中京大                                                | ▽関西大                                                | ▽関西大                                                | ▽関西大                                                | ▽関西大                                                | ▽関西大                                                |                                                        |                                                        | 松山商科大                                             | 北九州大                                               |                                                        |                                                        |                                                        | 9           |                   |
| 1963年（昭和38年） | 12                | 北海学園大                                             | 北海学園大                                             | 東北大                                                 | 東北大                                                 | 東北大                                                 |                                                        |                                                        |                                                        | △神奈川大                                              | ●駒澤大                                                | ●駒澤大                                                | ★慶應義塾大                                            |                                                        |                                                        | ▽中京大                                                | 立命館大                                               | 立命館大                                               | 立命館大                                               | 立命館大                                               | 立命館大                                               | 広島商科大                                             | 広島商科大                                             |                                                        | 福岡大                                                 |                                                        |                                                        |                                                        | 9           |                   |
| 1964年（昭和39年） | 13                | 北海学園大                                             | 北海学園大                                             | 東北学院大                                             | 東北学院大                                             | 東北学院大                                             |                                                        |                                                        |                                                        | 神奈川大                                               | ★駒澤大                                                | ★駒澤大                                                | ●早稲田大                                              |                                                        |                                                        | ▽中京大                                                | △関西学院大                                            | △関西学院大                                            | △関西学院大                                            | △関西学院大                                            | △関西学院大                                            |                                                        |                                                        | 松山商科大                                             | 福岡大                                                 |                                                        |                                                        |                                                        | 9           |                   |
| 代表枠変更→        | 代表枠変更→       |                                                        |                                                        |                                                        |                                                        |                                                        | 北関東地区                                             | 北関東地区                                             | 東京新                                                 | 関東五                                                 | 首都                                                   | 東都                                                   |                                                        | 中部地区                                               | 中部地区                                               | 愛知                                                   |                                                        |                                                        |                                                        |                                                        |                                                        | 西部地区                                               | 西部地区                                               | 西部地区                                               | 九州六                                                 | 九州地区                                               | 九州地区                                               | 九州地区                                               |             |                   |
| 1965年（昭和40年） | 14                | 北海道大                                               | 北海道大                                               | 東北学院大                                             | 東北学院大                                             | 東北学院大                                             |                                                        | 千葉工業大                                             | 東京水産大                                             | 関東学院大                                             | △東海大                                                | ★専修大                                                | 法政大                                                 |                                                        | 金沢大                                                 | 中京大                                                 | ●立命館大                                              | ●立命館大                                              | ●立命館大                                              | ●立命館大                                              | ●立命館大                                              |                                                        |                                                        | ▽松山商科大                                            | 北九州大                                               | 鹿児島大                                               | 鹿児島大                                               | 鹿児島大                                               | 14          |                   |
| 代表枠改称→        | 代表枠改称→       |                                                        |                                                        |                                                        |                                                        |                                                        | （東部地区）                                           | （東部地区）                                           |                                                        | （神奈川五）                                           |                                                        |                                                        |                                                        |                                                        |                                                        |                                                        |                                                        |                                                        |                                                        |                                                        |                                                        |                                                        |                                                        |                                                        |                                                        |                                                        |                                                        |                                                        |             |                   |
| 1966年（昭和41年） | 15                | 北海学園大                                             | 北海学園大                                             | 東北学院大                                             | 東北学院大                                             | 東北学院大                                             |                                                        | 千葉商科大                                             | 工学院大                                               | △神奈川大                                              | 東海大                                                 | ★日本大                                                | 立教大                                                 | 三重大                                                 |                                                        | 中京大                                                 | ●近畿大                                                | ●近畿大                                                | ●近畿大                                                | ●近畿大                                                | ●近畿大                                                |                                                        |                                                        | 松山商科大                                             | ▽八幡大                                                | 福岡工業大                                             | 福岡工業大                                             | 福岡工業大                                             | 14          |                   |
| 1967年（昭和42年） | 16                | 北海学園大                                             | 北海学園大                                             | 東北学院大                                             | 東北学院大                                             | 東北学院大                                             |                                                        | 千葉商科大                                             | 工学院大                                               | 神奈川大                                               | △東海大                                                | ★中央大                                                | ●慶應義塾大                                            |                                                        | 福井工業大                                             | ▽愛知大                                                | 関西大                                                 | 関西大                                                 | 関西大                                                 | 関西大                                                 | 関西大                                                 |                                                        |                                                        | 松山商科大                                             | 八幡大                                                 | 福岡工業大                                             | 福岡工業大                                             | 福岡工業大                                             | 14          |                   |
| 代表枠変更→        | 代表枠変更→       |                                                        |                                                        |                                                        |                                                        |                                                        |                                                        |                                                        |                                                        |                                                        |                                                        |                                                        |                                                        |                                                        |                                                        |                                                        |                                                        |                                                        |                                                        |                                                        |                                                        | 広島六                                                 | 西部地区                                               | 西部地区                                               |                                                        |                                                        |                                                        |                                                        |             |                   |
| 1968年（昭和43年） | 17                | 小樽商科大                                             | 小樽商科大                                             | 東北学院大                                             | 東北学院大                                             | 東北学院大                                             |                                                        | 千葉商科大                                             | 工学院大                                               | 関東学院大                                             | 東海大                                                 | ●駒澤大                                                | ★法政大                                                | 三重大                                                 |                                                        | △愛知学院大                                            | ▽龍谷大                                                | ▽龍谷大                                                | ▽龍谷大                                                | ▽龍谷大                                                | ▽龍谷大                                                | 広島商科大                                             |                                                        | 松山商科大                                             | 八幡大                                                 | 福岡工業大                                             | 福岡工業大                                             | 福岡工業大                                             | 15          |                   |
| 1969年（昭和44年） | 18                | 北海学園大                                             | 北海学園大                                             | 東北学院大                                             | 東北学院大                                             | 東北学院大                                             |                                                        | 千葉商科大                                             | 東京商船大                                             | △神奈川大                                              | ★東海大                                                | ●日本大                                                | 明治大                                                 |                                                        | 福井工業大                                             | 中京大                                                 | ▽関西大                                                | ▽関西大                                                | ▽関西大                                                | ▽関西大                                                | ▽関西大                                                | 広島商科大                                             |                                                        | 松山商科大                                             | 八幡大                                                 | 福岡工業大                                             | 福岡工業大                                             | 福岡工業大                                             | 15          |                   |
| 地区編成改編→      | 地区編成改編→     |                                                        |                                                        | 北部地区                                               | 北部地区                                               | 北部地区                                               |                                                        |                                                        |                                                        |                                                        |                                                        |                                                        |                                                        |                                                        |                                                        |                                                        |                                                        |                                                        |                                                        |                                                        |                                                        |                                                        |                                                        |                                                        |                                                        |                                                        |                                                        |                                                        |             |                   |
| 地区編成改編→      | 地区編成改編→     | （東北）                                               | （東北）                                               | （仙台六）                                             |                                                        |                                                        |                                                        |                                                        |                                                        |                                                        |                                                        |                                                        |                                                        |                                                        |                                                        |                                                        |                                                        |                                                        |                                                        |                                                        |                                                        |                                                        |                                                        |                                                        |                                                        |                                                        |                                                        |                                                        |             |                   |
| 1970年（昭和45年） | 19                | 札幌大                                                 | 札幌大                                                 |                                                        |                                                        | 東北学院大                                             |                                                        | 千葉商科大                                             | 東京学芸大                                             | △関東学院大                                            | 明治学院大                                             | 芝浦工業大                                             | ▽法政大                                                |                                                        | 福井工業大                                             | ★中京大                                                | ●関西大                                                | ●関西大                                                | ●関西大                                                | ●関西大                                                | ●関西大                                                | 広島商科大                                             |                                                        | 松山商科大                                             | 八幡大                                                 | 福岡工業大                                             | 福岡工業大                                             | 福岡工業大                                             | 15          |                   |
| 1971年（昭和46年） | 20                | 北海道産業短大                                         | 北海道産業短大                                         |                                                        |                                                        | 東北工業大                                             |                                                        | 千葉工業大（※1）                                       | 東京電機大                                             | 神奈川大                                               | 帝京大                                                 | ★亜細亜大                                              | ●法政大                                                | 静岡大                                                 |                                                        | △中京大                                                | ▽同志社大                                              | ▽同志社大                                              | ▽同志社大                                              | ▽同志社大                                              | ▽同志社大                                              | 広島商科大                                             |                                                        | 松山商科大                                             | 福岡大                                                 | 福岡工業大                                             | 福岡工業大                                             | 福岡工業大                                             | 15          | （※1）リーグ戦2位 |
| 1972年（昭和47年） | 21                | 札幌大                                                 | 札幌大                                                 | 奥州大                                                 |                                                        |                                                        |                                                        | 千葉商科大（※1）                                       | 東京学芸大                                             | 神奈川大                                               | 大東文化大                                             | ▽中央大                                                | ●慶應義塾大                                            |                                                        | 金沢大                                                 | △中京大                                                | ★関西大                                                | ★関西大                                                | ★関西大                                                | ★関西大                                                | ★関西大                                                | 広島商科大                                             |                                                        | 松山商科大                                             | 福岡大                                                 | 九州産業大                                             |                                                        |                                                        | 15          | （※1）リーグ戦2位 |
| 1973年（昭和48年） | 22                | 札幌大                                                 | 札幌大                                                 | 奥州大                                                 |                                                        |                                                        |                                                        | 日本大生産工学部                                       | 東京学芸大                                             | ▽関東学院大                                            | 日本体育大                                             | ★中央大                                                | 早稲田大                                               |                                                        | 福井工業大                                             | ●愛知学院大                                            | △同志社大                                              | △同志社大                                              | △同志社大                                              | △同志社大                                              | △同志社大                                              | 広島大                                                 |                                                        | 松山商科大                                             | 福岡大                                                 | 福岡工業大                                             |                                                        |                                                        | 15          |                   |
| 1974年（昭和49年） | 23                | △札幌大                                                | △札幌大                                                |                                                        |                                                        | 東北学院大                                             |                                                        | 千葉商科大（※1）                                       | 東京学芸大                                             | 神奈川大                                               | 明治学院大                                             | ●駒澤大                                                | ★早稲田大                                              |                                                        | 福井工業大                                             | 愛知工業大                                             | ▽近畿大                                                | ▽近畿大                                                | ▽近畿大                                                | ▽近畿大                                                | ▽近畿大                                                | 近畿大工学部                                           |                                                        | 松山商科大                                             | 福岡大                                                 | 福岡工業大                                             |                                                        |                                                        | 15          | （※1）リーグ戦2位 |
| 1975年（昭和50年） | 24                | 札幌大                                                 | 札幌大                                                 |                                                        |                                                        | 東北学院大                                             |                                                        | 千葉商科大                                             | 高千穂商科大                                           | 関東学院大                                             | 東海大                                                 | ★駒澤大                                                | △明治大                                                |                                                        | 福井工業大                                             | 名古屋商科大                                           | ●大阪商業大                                            | ●大阪商業大                                            | ●大阪商業大                                            | ●大阪商業大                                            | ●大阪商業大                                            | 近畿大工学部                                           | 岡山大                                                 |                                                        | ▽八幡大                                                | 九州産業大                                             |                                                        |                                                        | 15          |                   |
| 1976年（昭和51年） | 25                | 札幌大                                                 | 札幌大                                                 |                                                        |                                                        | 東北学院大                                             |                                                        | 千葉商科大                                             | 東京学芸大                                             | 関東学院大                                             | ★東海大                                                | △駒澤大                                                | ▽法政大                                                |                                                        | 福井工業大                                             | 中京大                                                 | ●大阪商業大                                            | ●大阪商業大                                            | ●大阪商業大                                            | ●大阪商業大                                            | ●大阪商業大                                            | 近畿大工学部                                           | 岡山理科大                                             |                                                        | 久留米大                                               | 福岡工業大                                             |                                                        |                                                        | 15          |                   |
| 1977年（昭和52年） | 26                | 札幌大                                                 | 札幌大                                                 | 秋田大                                                 |                                                        |                                                        |                                                        | 千葉工業大                                             | △創価大                                                | 関東学院大                                             | ●東海大                                                | ★駒澤大                                                | 法政大                                                 |                                                        | 福井工業大                                             | ▽愛知工業大                                            | 立命館大                                               | 立命館大                                               | 立命館大                                               | 立命館大                                               | 立命館大                                               | 近畿大工学部                                           | 徳山大                                                 |                                                        | 八幡大                                                 | 九州産業大                                             |                                                        |                                                        | 15          |                   |
| 連盟改称→          | 連盟改称→         |                                                        |                                                        |                                                        |                                                        |                                                        |                                                        |                                                        |                                                        | （神奈川六）                                           |                                                        |                                                        |                                                        |                                                        |                                                        |                                                        |                                                        |                                                        |                                                        |                                                        |                                                        |                                                        |                                                        |                                                        |                                                        |                                                        |                                                        |                                                        |             |                   |
| 1978年（昭和53年） | 27                | 函館大                                                 | 函館大                                                 |                                                        |                                                        | 東北学院大                                             |                                                        | ▽千葉工業大                                            | 高千穂商科大                                           | 神奈川大                                               | 東海大                                                 | ●専修大                                                | ★明治大                                                |                                                        | 福井工業大                                             | 名古屋学院大                                           | 立命館大                                               | 立命館大                                               | 立命館大                                               | 立命館大                                               | 立命館大                                               | △近畿大工学部                                          | 岡山大                                                 |                                                        | 八幡大                                                 | 九州産業大                                             |                                                        |                                                        | 15          |                   |
| 1979年（昭和54年） | 28                | 北海学園大                                             | 北海学園大                                             | 富士大                                                 |                                                        |                                                        | 埼玉大                                                 |                                                        | 流通経済大                                             | 神奈川大                                               | 東海大                                                 | ★中央大                                                | ●早稲田大                                              |                                                        | 福井工業大                                             | ▽愛知学院大                                            | 大阪商業大                                             | 大阪商業大                                             | 大阪商業大                                             | 大阪商業大                                             | 大阪商業大                                             | 近畿大工学部                                           |                                                        | 松山商科大                                             | △八幡大                                                | 九州産業大                                             |                                                        |                                                        | 15          |                   |
| 連盟改称→          | 連盟改称→         |                                                        |                                                        |                                                        |                                                        |                                                        |                                                        |                                                        |                                                        | （神奈川）                                             |                                                        |                                                        |                                                        |                                                        |                                                        |                                                        |                                                        |                                                        |                                                        |                                                        |                                                        |                                                        |                                                        |                                                        |                                                        |                                                        |                                                        |                                                        |             |                   |
| 1980年（昭和55年） | 29                | 北海学園大                                             | 北海学園大                                             |                                                        |                                                        | 東北学院大                                             |                                                        | 日本大生産工学部                                       | 東京学芸大                                             | 関東学院大                                             | 東海大                                                 | ●駒澤大                                                | ★明治大                                                |                                                        | 福井工業大                                             | 名古屋商科大                                           | ▽近畿大                                                | ▽近畿大                                                | ▽近畿大                                                | ▽近畿大                                                | ▽近畿大                                                | △近畿大工学部                                          | 徳山大                                                 |                                                        | 八幡大                                                 | 九州産業大                                             |                                                        |                                                        | 15          |                   |
| 1981年（昭和56年） | 30                | 北海学園大                                             | 北海学園大                                             | 富士大                                                 |                                                        |                                                        |                                                        | 千葉工業大                                             | 東京学芸大                                             | 神奈川大                                               | 日本体育大                                             | ▽亜細亜大                                              | ★明治大                                                |                                                        | 福井工業大                                             | 名城大                                                 | ●近畿大                                                | ●近畿大                                                | ●近畿大                                                | ●近畿大                                                | ●近畿大                                                | △近畿大工学部                                          | 福山大                                                 |                                                        | 八幡大                                                 | 九州産業大                                             |                                                        |                                                        | 15          |                   |
| 代表枠変更→        | 代表枠変更→       |                                                        |                                                        |                                                        |                                                        |                                                        |                                                        |                                                        |                                                        |                                                        |                                                        |                                                        |                                                        |                                                        |                                                        |                                                        | 関西地区                                               | 関西地区                                               | 関西地区                                               | 関西地区                                               | 関西地区                                               |                                                        |                                                        |                                                        |                                                        |                                                        |                                                        |                                                        |             |                   |
| 1982年（昭和57年） | 31                | 北海学園大                                             | 北海学園大                                             |                                                        |                                                        | 東北学院大                                             |                                                        | 千葉工業大（※1）                                       | 流通経済大                                             | 関東学院大                                             | 東海大                                                 | ●東洋大                                                | ★法政大                                                |                                                        | 福井工業大                                             | ▽中京大                                                |                                                        | △大阪商業大                                            |                                                        |                                                        |                                                        | 近畿大工学部                                           |                                                        | 高知大                                                 | 八幡大                                                 | 九州産業大                                             |                                                        |                                                        | 15          | （※1）リーグ戦2位 |
| 1983年（昭和58年） | 32                | 北海道大                                               | 北海道大                                               |                                                        |                                                        | 東北福祉大                                             |                                                        | 東邦大（※1）                                           | 流通経済大                                             | ▽神奈川大                                              | △東海大                                                | ★駒澤大                                                | 明治大                                                 |                                                        | 福井工業大                                             | 愛知学院大                                             | ●近畿大*1                                              | 大阪商業大*2                                           |                                                        |                                                        |                                                        | 広島大                                                 | 福山大                                                 |                                                        | 福岡大                                                 | 九州産業大                                             |                                                        |                                                        | 16          | （※1）リーグ戦2位 |
| 1984年（昭和59年） | 33                | 道都大＊2                                              | 道都大＊2                                              |                                                        |                                                        | 東北福祉大                                             |                                                        | 東邦大（※1）                                           | 流通経済大                                             | 関東学院大                                             | 日本体育大                                             | ●亜細亜大                                              | ★法政大                                                |                                                        | △福井工業大                                            | 愛知学院大                                             | ▽近畿大*2                                              | 大阪経済大*1                                           |                                                        |                                                        |                                                        | 近畿大工学部                                           | 島根大                                                 |                                                        | 福岡大                                                 |                                                        | 九州東海大                                             | 九州東海大                                             | 16          | （※1）リーグ戦2位 |
| 1985年（昭和60年） | 34                | 北海学園大                                             | 北海学園大                                             |                                                        |                                                        | 東北福祉大                                             |                                                        | 日本大生産工学部                                       | 創価大                                                 | 関東学院大                                             | △東海大                                                | ●東洋大                                                | ★法政大                                                |                                                        | 福井工業大                                             | 愛知工業大                                             |                                                        | 龍谷大*2                                               |                                                        | 大阪大*1                                               |                                                        | 近畿大工学部                                           | 徳山大                                                 |                                                        | 福岡大                                                 |                                                        | ▽九州東海大                                            | ▽九州東海大                                            | 16          |                   |
| 1986年（昭和61年） | 35                | 北海道東海大                                           | 北海道東海大                                           |                                                        |                                                        | 東北福祉大                                             |                                                        | 東邦大（※1）                                           | ●流通経済大                                            | 神奈川大                                               | 東海大                                                 | ★東洋大                                                | ▽法政大                                                |                                                        | 金沢大                                                 | 愛知工業大                                             | 立命館大*2                                             |                                                        |                                                        |                                                        | 大阪体育大*1                                           | 近畿大工学部                                           | 福山大                                                 |                                                        | △八幡大                                                |                                                        | 九州東海大                                             | 九州東海大                                             | 16          | （※1）リーグ戦2位 |
| 1987年（昭和62年） | 36                | 札幌大                                                 | 札幌大                                                 |                                                        |                                                        | ●東北福祉大                                            |                                                        | 千葉商科大                                             | 流通経済大                                             | 関東学院大                                             | 東海大                                                 | ▽駒澤大                                                | ★慶應義塾大                                            |                                                        | 福井工業大                                             | △愛知学院大                                            | 近畿大*1                                               |                                                        |                                                        | 奈良産業大*2                                           |                                                        | 近畿大工学部                                           |                                                        | 松山商科大                                             | 福岡大                                                 |                                                        | 九州東海大                                             | 九州東海大                                             | 16          |                   |
| 1988年（昭和63年） | 37                | 道都大＊2                                              | 道都大＊2                                              |                                                        |                                                        | ●東北福祉大                                            |                                                        | 中央学院大                                             | 流通経済大                                             | 関東学院大                                             | ▽日本体育大                                            | 駒澤大                                                 | △法政大                                                |                                                        | 福井工業大                                             | 愛知工業大                                             | ★近畿大*1                                              |                                                        |                                                        | 奈良産業大*2                                           |                                                        | 近畿大工学部                                           | 岡山商科大                                             |                                                        | 八幡大                                                 | 九州産業大                                             |                                                        |                                                        | 16          |                   |
| 1989年（平成元年） | 38                | 札幌大                                                 | 札幌大                                                 |                                                        |                                                        | 東北福祉大                                             |                                                        | 千葉工業大                                             | 流通経済大                                             | 神奈川大                                               | 東海大                                                 | ●専修大                                                | △法政大                                                |                                                        | 福井工業大                                             | 中京大                                                 | ★近畿大*1                                              | 大阪学院大*2                                           |                                                        |                                                        | 大阪体育大*3                                           | ▽近畿大工学部                                          | 岡山商科大                                             |                                                        | 福岡大                                                 | 九州産業大                                             |                                                        |                                                        | 17          |                   |
| 1990年（平成2年）  | 39                | 北海道東海大                                           | 北海道東海大                                           |                                                        |                                                        | ●東北福祉大                                            |                                                        | ▽国際武道大                                            | △創価大                                                | 横浜商科大                                             | 筑波大                                                 | ★亜細亜大                                              | 早稲田大                                               |                                                        | 福井工業大                                             | 愛知工業大                                             |                                                        | 龍谷大*1                                               | 佛教大*2                                               | 奈良産業大*3                                           |                                                        | 近畿大工学部                                           |                                                        | 松山大                                                 | 福岡大                                                 | 九州共立大                                             |                                                        |                                                        | 17          |                   |
| 代表枠変更→        | 代表枠変更→       |                                                        |                                                        | 北東北                                                 | 南東北地区                                             | 南東北地区                                             | 北関東甲信越                                           | 千葉県                                                 |                                                        |                                                        |                                                        |                                                        |                                                        | 東海                                                   | 北陸                                                   |                                                        | 関西学生                                               | 関西六                                                 | 京滋                                                   | 近畿                                                   | 阪神                                                   |                                                        | 中国                                                   | 四国                                                   |                                                        | 福岡六                                                 | 九州                                                   | 九州                                                   |             |                   |
| 1991年（平成3年）  | 40                |                                                        | 北海学園大                                             | 秋田経済法科大                                         |                                                        | ★東北福祉大                                            | 関東学園大                                             | 国際武道大                                             | 東京学芸大                                             | ▽神奈川大                                              | 東海大                                                 | 東洋大                                                 | 慶應義塾大                                             | 三重大                                                 | 福井工業大                                             | 愛知学院大                                             | ●関西大                                                | 大阪商業大                                             | 佛教大                                                 | 奈良産業大                                             | 大阪体育大                                             | 近畿大工学部                                           | 徳山大                                                 | 松山大                                                 | △九州国際大                                            | 九州共立大                                             | 熊本工業大                                             | 熊本工業大                                             | 24          |                   |
| 1992年（平成4年）  | 41                |                                                        | 札幌大                                                 | 秋田経済法科大                                         |                                                        | 東北福祉大                                             | 関東学園大                                             | 国際武道大                                             | 創価大                                                 | ▽神奈川大                                              | △東海大                                                | ★駒澤大                                                | 明治大                                                 | 朝日大                                                 | 福井工業大                                             | 愛知工業大                                             | ●立命館大                                              | 京都産業大                                             | 佛教大                                                 | 奈良産業大                                             | 大阪経済法科大                                         | 広島経済大                                             | 徳山大                                                 | 愛媛大                                                 | 九州国際大                                             | 九州産業大                                             | 沖縄国際大                                             | 沖縄国際大                                             | 24          |                   |
| 1993年（平成5年）  | 42                |                                                        | 札幌大                                                 | 青森大                                                 |                                                        | ▽東北福祉大                                            | 関東学園大                                             | 千葉工業大                                             | 流通経済大                                             | ●関東学院大                                            | △東海大                                                | ★青山学院大                                            | 明治大                                                 | 朝日大                                                 | 福井工業大                                             | 愛知学院大                                             | 関西学院大                                             | 龍谷大                                                 | 佛教大                                                 | 阪南大                                                 | 大阪体育大                                             | 近畿大工学部                                           | 徳山大                                                 | 高知大                                                 | 久留米大                                               | 九州共立大                                             | 熊本工業大                                             | 熊本工業大                                             | 24          |                   |
| 1994年（平成6年）  | 43                | 道都大＊2                                              |                                                        | 青森大                                                 |                                                        | 東北福祉大                                             | 関東学園大                                             | 中央学院大                                             | 創価大                                                 | 神奈川大                                               | △日本体育大                                            | ★駒澤大                                                | 明治大                                                 | 松阪大                                                 | ▽福井工業大                                            | 愛知工業大                                             | ●近畿大                                                | 龍谷大                                                 | 佛教大                                                 | 奈良産業大                                             | 甲南大                                                 | 近畿大工学部                                           | 東亜大                                                 | 松山大                                                 | 九州国際大                                             | 福岡工業大                                             | 熊本工業大                                             | 熊本工業大                                             | 24          |                   |
| 代表枠変更→        | 代表枠変更→       | 北海道                                                 | 札幌                                                   |                                                        |                                                        |                                                        |                                                        |                                                        |                                                        |                                                        |                                                        |                                                        |                                                        |                                                        |                                                        |                                                        |                                                        |                                                        |                                                        |                                                        |                                                        |                                                        |                                                        |                                                        |                                                        |                                                        |                                                        |                                                        |             |                   |
| 1995年（平成7年）  | 44                | 東京農業大 生物産業学部                                | 札幌大                                                 | 青森大                                                 |                                                        | ●東北福祉大                                            | 関東学園大                                             | 国際武道大                                             | 創価大                                                 | 関東学院大                                             | △日本体育大                                            | ▽東洋大                                                | ★法政大                                                | 朝日大                                                 | 福井工業大                                             | 名城大                                                 | 関西大                                                 | 大阪学院大                                             | 佛教大                                                 | 阪南大                                                 | 大阪体育大                                             | 広島経済大                                             | 岡山商科大                                             | 松山大                                                 | 福岡大                                                 | 九州共立大                                             | 熊本工業大                                             | 熊本工業大                                             | 25          |                   |
| 連盟改称→          | 連盟改称→         |                                                        |                                                        |                                                        |                                                        |                                                        | （関甲新）                                             |                                                        |                                                        |                                                        |                                                        |                                                        |                                                        |                                                        |                                                        |                                                        |                                                        |                                                        |                                                        |                                                        |                                                        |                                                        |                                                        |                                                        |                                                        |                                                        |                                                        |                                                        |             |                   |
| 1996年（平成8年）  | 45                | 東京農業大 生物産業学部                                | 札幌大                                                 | 青森大                                                 |                                                        | △東北福祉大                                            | 上武大                                                 | 国際武道大                                             | 創価大                                                 | 横浜商科大                                             | 日本体育大                                             | ★青山学院大                                            | ▽法政大                                                | 松阪大                                                 | 福井工業大                                             | 愛知工業大                                             | 立命館大                                               | 大阪学院大                                             | 佛教大                                                 | 大阪教育大                                             | 大阪体育大                                             | 広島経済大                                             | 徳山大                                                 | 松山大                                                 | 九州国際大                                             | ●九州共立大                                            | 沖縄国際大                                             | 沖縄国際大                                             | 25          |                   |
| 1997年（平成9年）  | 46                | 東京農業大 生物産業学部                                | 札幌大                                                 | 富士大                                                 |                                                        | 東北福祉大                                             | 関東学園大                                             | 国際武道大                                             | 創価大                                                 | ▽関東学院大                                            | 城西大                                                 | ●亜細亜大                                              | △慶應義塾大                                            | 松阪大                                                 | 高岡法科大                                             | 愛知学院大                                             | ★近畿大                                                | 龍谷大                                                 | 佛教大                                                 | 阪南大                                                 | 天理大                                                 | 近畿大工学部                                           | 徳山大                                                 | 松山大                                                 | 九州国際大                                             | 九州共立大                                             | 九州東海大                                             | 九州東海大                                             | 25          |                   |
| 1998年（平成10年） | 47                | 東京農業大 生物産業学部                                | 北海道教育大 札幌校                                    | △青森大                                                |                                                        | 東北福祉大                                             | 関東学園大                                             | 国際武道大                                             | 流通経済大                                             | 関東学院大                                             | ●東海大                                                | 亜細亜大                                               | 明治大                                                 | 松阪大                                                 | 福井工業大                                             | 愛知学院大                                             | ★近畿大                                                | ▽龍谷大                                                | 京都教育大                                             | 奈良産業大                                             | 大阪体育大                                             | 広島経済大                                             | 岡山商科大                                             | 高知大                                                 | 福岡大                                                 | 九州共立大                                             | 九州東海大                                             | 九州東海大                                             | 25          |                   |
| 代表枠変更→        | 代表枠変更→       |                                                        |                                                        |                                                        | 南奥羽                                                 | 仙台六                                                 |                                                        |                                                        |                                                        |                                                        |                                                        |                                                        |                                                        |                                                        |                                                        |                                                        |                                                        |                                                        |                                                        |                                                        |                                                        |                                                        |                                                        |                                                        |                                                        |                                                        |                                                        |                                                        |             |                   |
| 1999年（平成11年） | 48                | 東京農業大 生物産業学部                                | 札幌大                                                 | ▽青森大                                                | 福島大                                                 | 東北福祉大                                             | 関東学園大                                             | 国際武道大                                             | 流通経済大                                             | 関東学院大                                             | 東海大                                                 | ★青山学院大                                            | ●早稲田大                                              | 松阪大                                                 | 高岡法科大                                             | 愛知学院大                                             | 立命館大                                               | 龍谷大                                                 | 佛教大                                                 | 奈良産業大                                             | 天理大                                                 | 広島経済大                                             | 東亜大                                                 | 四国学院大                                             | 福岡大                                                 | 九州産業大                                             | △九州東海大                                            | △九州東海大                                            | 26          |                   |
| 2000年（平成12年） | 49                | 東京農業大 生物産業学部                                | 札幌大                                                 | 青森大                                                 | 東日本国際大                                           | ●東北福祉大                                            | 上武大                                                 | 国際武道大                                             | 創価大                                                 | 関東学院大                                             | 東海大                                                 | ★亜細亜大                                              | 法政大                                                 | 松阪大                                                 | 福井工業大                                             | 愛知学院大                                             | ▽立命館大                                              | 龍谷大                                                 | 佛教大                                                 | 阪南大                                                 | 大阪体育大                                             | 近畿大工学部                                           | 岡山商科大                                             | 松山大                                                 | 福岡大                                                 | △九州共立大                                            | 九州東海大                                             | 九州東海大                                             | 26          |                   |
| 連盟改称→          | 連盟改称→         |                                                        |                                                        |                                                        | （南東北）                                             |                                                        |                                                        |                                                        |                                                        |                                                        |                                                        |                                                        |                                                        |                                                        |                                                        |                                                        |                                                        |                                                        |                                                        |                                                        |                                                        |                                                        |                                                        |                                                        |                                                        |                                                        |                                                        |                                                        |             |                   |
| 2001年（平成13年） | 50                | 東京農業大 生物産業学部 北海道東海大                   | 札幌大                                                 | 八戸大                                                 | 福島大                                                 | 東北福祉大                                             | 上武大                                                 | 国際武道大                                             | 創価大                                                 | 横浜商科大                                             | ★東海大                                                | ●日本大                                                | △法政大                                                | 岐阜聖徳学園大                                         | 福井工業大                                             | 愛知学院大                                             | ▽立命館大                                              | 大阪学院大                                             | 京都学園大                                             | 奈良産業大                                             | 大阪体育大                                             | 広島経済大                                             | 東亜大                                                 | 四国学院大                                             | 九州国際大                                             | 福岡工業大                                             | 崇城大 沖縄国際大                                      | 崇城大 沖縄国際大                                      | 28          |                   |
| 2002年（平成14年） | 51                | 東京農業大 生物産業学部                                | 北海道大                                               | 八戸大                                                 | 石巻専修大                                             | 東北福祉大                                             | 上武大                                                 | 国際武道大                                             | 創価大                                                 | ▽関東学院大                                            | 東海大                                                 | ★亜細亜大                                              | ●早稲田大                                              | 岐阜聖徳学園大                                         | 福井工業大                                             | 愛知学院大                                             | 近畿大                                                 | 龍谷大                                                 | 佛教大                                                 | 奈良産業大                                             | 大阪体育大                                             | 近畿大工学部                                           | 東亜大                                                 | 四国学院大                                             | 九州国際大                                             | △九州共立大                                            | 日本文理大                                             | 日本文理大                                             | 26          |                   |
| 2003年（平成15年） | 52                | 旭川大                                                 | 札幌大                                                 | 青森大                                                 | 東日本国際大                                           | △東北福祉大                                            | 上武大                                                 | 国際武道大                                             | 流通経済大                                             | 関東学院大                                             | 東海大                                                 | ●亜細亜大                                              | 早稲田大                                               | 静岡産業大                                             | 金沢学院大                                             | 愛知大                                                 | 近畿大                                                 | 京都産業大                                             | 佛教大                                                 | 奈良産業大                                             | 大阪体育大                                             | 近畿大工学部                                           | 東亜大                                                 | 四国学院大                                             | 福岡大                                                 | ▽九州共立大                                            | ★日本文理大                                            | ★日本文理大                                            | 26          |                   |
| 2004年（平成16年） | 53                | 旭川大                                                 | 札幌大                                                 | ▽八戸大                                                | 東日本国際大                                           | ★東北福祉大                                            | 上武大                                                 | 国際武道大                                             | 創価大                                                 | 神奈川大                                               | 東海大                                                 | ●日本大                                                | △明治大                                                | 松阪大                                                 | 福井工業大                                             | 中京大                                                 | 立命館大                                               | 龍谷大                                                 | 佛教大                                                 | 阪南大                                                 | 大阪産業大                                             | 広島経済大                                             | 徳山大                                                 | 松山大                                                 | 北九州市立大                                           | 九州共立大                                             | 九州東海大                                             | 九州東海大                                             | 26          |                   |
| 2005年（平成17年） | 54                | 東京農業大 生物産業学部                                | 札幌大                                                 | 八戸大                                                 | 日本大工学部                                           | 東北福祉大                                             | 白鷗大                                                 | ▽中央学院大                                            | △創価大                                                | 関東学院大                                             | 東海大                                                 | ★青山学院大                                            | 早稲田大                                               | 日本大 国際関係学部                                    | 福井工業大                                             | 愛知学院大                                             | ●近畿大                                                | 京都産業大                                             | 佛教大                                                 | 阪南大                                                 | 天理大                                                 | 広島国際学院大                                         | 東亜大                                                 | 四国学院大                                             | 北九州市立大                                           | 福岡工業大                                             | 沖縄国際大                                             | 沖縄国際大                                             | 26          |                   |
| 2006年（平成18年） | 55                | 東京農業大 生物産業学部                                | 浅井学園大                                             | 青森大                                                 | 石巻専修大                                             | 東北学院大                                             | 上武大                                                 | 国際武道大                                             | ▽創価大                                                | 関東学院大                                             | 東海大                                                 | ●青山学院大                                            | 法政大                                                 | 日本大 国際関係学部                                    | 福井工業大                                             | 名城大                                                 | △近畿大                                                | 龍谷大                                                 | 京都学園大                                             | 阪南大                                                 | ★大阪体育大                                            | 広島経済大                                             | 徳山大                                                 | 松山大                                                 | 福岡大                                                 | 第一経済大                                             | 九州東海大                                             | 九州東海大                                             | 26          |                   |
| 2007年（平成19年） | 56                | 旭川大                                                 | 札幌大                                                 | 八戸大                                                 | ▽東日本国際大                                          | 東北福祉大                                             | 上武大                                                 | 中央学院大                                             | △創価大                                                | 関東学院大                                             | ●東海大                                                | 東洋大                                                 | ★早稲田大                                              | 中部学院大                                             | 金沢学院大                                             | 愛知学院大                                             | 立命館大                                               | 大阪経済大                                             | 佛教大                                                 | 奈良産業大                                             | 関西国際大                                             | 近畿大工学部                                           | 東亜大                                                 | 四国学院大                                             | 九州国際大                                             | 九州産業大                                             | 別府大                                                 | 別府大                                                 | 26          |                   |
| 2008年（平成20年） | 57                | 函館大                                                 | 道都大                                                 | 青森大                                                 | 東日本国際大                                           | 東北福祉大                                             | 上武大                                                 | 中央学院大                                             | 創価大                                                 | 神奈川大                                               | ●東海大                                                | ★東洋大                                                | ▽明治大                                                | 三重中京大                                             | 金沢星稜大                                             | 中部大                                                 | △近畿大                                                | 龍谷大                                                 | 佛教大                                                 | 奈良産業大                                             | 関西国際大                                             | 広島経済大                                             | 東亜大                                                 | 愛媛大                                                 | 福岡大                                                 | 九州共立大                                             | 日本文理大                                             | 日本文理大                                             | 26          |                   |
| 2009年（平成21年） | 58                | 東海大北海道                                           | 道都大                                                 | ●富士大                                                | 石巻専修大                                             | 東北福祉大                                             | 白鷗大                                                 | 国際武道大                                             | ▽創価大                                                | 桐蔭横浜大                                             | 東海大                                                 | 東洋大                                                 | ★法政大                                                | 東海大海洋学部                                         | 高岡法科大                                             | 中京大                                                 | 近畿大                                                 | 龍谷大                                                 | 佛教大                                                 | 大阪教育大                                             | △関西国際大                                            | 広島経済大                                             | 徳山大                                                 | 松山大                                                 | 九州国際大                                             | 九州共立大                                             | 日本文理大                                             | 日本文理大                                             | 26          |                   |
| 2010年（平成22年） | 59                | 函館大                                                 | 北海道大                                               | △八戸大                                                | 東日本国際大                                           | 東北福祉大                                             | 白鷗大                                                 | 中央学院大                                             | 創価大                                                 | 桐蔭横浜大                                             | ●東海大                                                | ★東洋大                                                | ▽慶應義塾大                                            | 三重中京大                                             | 金沢学院大                                             | 愛知学院大                                             | 同志社大                                               | 大阪学院大                                             | 佛教大                                                 | 奈良産業大                                             | 大阪体育大                                             | 広島経済大                                             | 東亜大                                                 | 四国学院大                                             | 福岡大                                                 | 九州共立大                                             | 西日本工業大                                           | 西日本工業大                                           | 26          |                   |
| 2011年（平成23年） | 60                | 東京農業大 生物産業学部                                | 道都大                                                 | 富士大                                                 | 東日本国際大                                           | 東北福祉大                                             | 上武大                                                 | 東京情報大                                             | ▽東京国際大                                            | 横浜商科大                                             | 日本体育大                                             | ★東洋大                                                | ●慶應義塾大                                            | 日本大 国際関係学部                                    | 福井工業大                                             | 愛知学院大                                             | 同志社大                                               | 龍谷大                                                 | 京都学園大                                             | 奈良産業大                                             | 大阪体育大                                             | 近畿大工学部                                           | 徳山大                                                 | 四国学院大                                             | 福岡大                                                 | △九州共立大                                            | 名桜大                                                 | 名桜大                                                 | 26          |                   |
| 2012年（平成24年） | 61                | 旭川大                                                 | 道都大                                                 | 八戸大                                                 | 東日本国際大                                           | 東北福祉大                                             | 上武大                                                 | 国際武道大                                             | 創価大                                                 | 関東学院大                                             | 東海大                                                 | ●亜細亜大                                              | ★早稲田大                                              | 三重中京大                                             | 福井工業大                                             | 愛知学院大                                             | 立命館大                                               | ▽龍谷大                                                | 京都学園大                                             | 奈良産業大                                             | 大阪体育大                                             | 広島経済大                                             | 岡山商科大                                             | 四国学院大                                             | 福岡大                                                 | △九州共立大                                            | 西日本工業大                                           | 西日本工業大                                           | 26          |                   |
| 2013年（平成25年） | 62                | 東京農業大 北海道オホーツク*1                          | 道都大                                                 | 富士大                                                 | 東日本国際大                                           | 東北福祉大                                             | ★上武大                                                | 東京情報大                                             | 創価大                                                 | 桐蔭横浜大                                             | ▽日本体育大                                            | ●亜細亜大                                              | △明治大                                                | 中部学院大                                             | 福井工業大                                             | 愛知大                                                 | 近畿大                                                 | 京都産業大                                             | 京都学園大                                             | 奈良産業大                                             | 天理大                                                 | 近畿大工学部                                           | 吉備国際大                                             | 四国学院大                                             | 福岡大                                                 | 福岡工業大                                             | 日本文理大                                             | 日本文理大                                             | 26          |                   |
| 2014年（平成26年） | 63                | 苫小牧駒澤大                                           | 道都大                                                 | 富士大                                                 | 東日本国際大                                           | 仙台大                                                 | 山梨学院大                                             | 国際武道大                                             | △創価大                                                | ●神奈川大                                              | ★東海大                                                | 亜細亜大                                               | 慶應義塾大                                             | 静岡大                                                 | 福井工業大                                             | ▽愛知学院大                                            | 立命館大                                               | 龍谷大                                                 | 佛教大                                                 | 奈良学園大                                             | 大阪体育大                                             | 広島経済大                                             | 福山大                                                 | 松山大                                                 | 福岡大                                                 | 九州産業大                                             | 西日本工業大                                           | 西日本工業大                                           | 26          |                   |
| 2015年（平成27年） | 64                | 東京農業大 北海道オホーツク                            | 東海大北海道                                           | 富士大                                                 | 東日本国際大                                           | 仙台大                                                 | △上武大                                                | 城西国際大                                             | ●流通経済大                                            | ▽神奈川大                                              | 東海大                                                 | 専修大                                                 | ★早稲田大                                              | 皇學館大                                               | 福井工業大                                             | 愛知学院大                                             | 立命館大                                               | 大阪商業大                                             | 京都学園大                                             | 奈良学園大                                             | 大阪体育大                                             | 近畿大工学部                                           | 東亜大                                                 | 愛媛大                                                 | 西南学院大                                             | 九州産業大                                             | 西日本工業大                                           | 西日本工業大                                           | 26          |                   |
| 出場枠変更→        | 出場枠変更→       |                                                        |                                                        |                                                        |                                                        |                                                        |                                                        |                                                        |                                                        |                                                        |                                                        |                                                        |                                                        |                                                        |                                                        |                                                        |                                                        |                                                        |                                                        |                                                        |                                                        |                                                        |                                                        |                                                        |                                                        |                                                        | 九州 北部                                              | 九州 南部                                              |             |                   |
| 2016年（平成28年） | 65                | 東京農業大 北海道オホーツク                            | 東海大北海道                                           | 富士大                                                 | 東日本国際大                                           | 東北福祉大                                             | ▽上武大                                                | ●中央学院大                                            | 共栄大                                                 | 桐蔭横浜大                                             | 日本体育大                                             | 亜細亜大                                               | 明治大                                                 | ★中京学院大                                            | 福井工業大                                             | 中京大                                                 | 立命館大                                               | 京都産業大                                             | 花園大                                                 | △奈良学園大                                            | 関西国際大                                             | 広島経済大                                             | 環太平洋大                                             | 愛媛大                                                 | 九州国際大                                             | 九州産業大                                             | 日本文理大                                             | 第一工業大                                             | 27          |                   |
| 2017年（平成29年） | 66                | 東京農業大 北海道オホーツク                            | △東海大北海道                                          | 富士大                                                 | 石巻専修大                                             | 東北福祉大                                             | ▽上武大                                                | ●国際武道大                                            | 共栄大                                                 | 桐蔭横浜大                                             | 帝京大                                                 | 東洋大                                                 | ★立教大                                                | 岐阜経済大                                             | 福井工業大                                             | 中部大                                                 | 近畿大                                                 | 大阪商業大                                             | 京都学園大                                             | 和歌山大                                               | 天理大                                                 | 近畿大工学部                                           | 岡山商科大                                             | 四国学院大                                             | 福岡大                                                 | 九州産業大                                             | 日本文理大                                             | 東海大九州                                             | 27          |                   |
| 2018年（平成30年） | 67                | 苫小牧駒澤大                                           | 東海大北海道*3                                         | 富士大                                                 | 東日本国際大                                           | ★東北福祉大                                            | 白鷗大                                                 | ●国際武道大                                            | 創価大                                                 | 神奈川大                                               | 東海大                                                 | 東洋大                                                 | △慶應義塾大                                            | 日本大 国際関係学部                                    | 福井工業大                                             | 中京大                                                 | 立命館大                                               | 大阪商業大                                             | 京都学園大                                             | 奈良学園大                                             | 天理大                                                 | 広島大                                                 | 徳山大                                                 | 四国学院大                                             | 福岡大                                                 | ▽九州産業大                                            | 日本文理大                                             | 宮崎産業経営大                                         | 27          |                   |
| 2019年（令和元年） | 68                | △東京農業大 北海道オホーツク                           | 星槎道都大                                             | 八戸学院大                                             | 東日本国際大                                           | 東北福祉大                                             | 上武大                                                 | 城西国際大                                             | 創価大                                                 | 桐蔭横浜大                                             | ▽東海大                                                | 東洋大                                                 | ★明治大                                                | 中京学院大                                             | 福井工業大                                             | 愛知工業大                                             | 立命館大                                               | 大阪商業大                                             | ●佛教大                                                | 大阪工業大                                             | 大阪体育大                                             | 近畿大工学部                                           | 環太平洋大                                             | 高知工科大                                             | 福岡大                                                 | 九州産業大                                             | 日本文理大                                             | 宮崎産業経営大                                         | 27          |                   |
| 2020年（令和2年）  | 69                | 新型コロナウイルス感染症（COVID-19）流行のため開催中止 | 新型コロナウイルス感染症（COVID-19）流行のため開催中止 | 新型コロナウイルス感染症（COVID-19）流行のため開催中止 | 新型コロナウイルス感染症（COVID-19）流行のため開催中止 | 新型コロナウイルス感染症（COVID-19）流行のため開催中止 | 新型コロナウイルス感染症（COVID-19）流行のため開催中止 | 新型コロナウイルス感染症（COVID-19）流行のため開催中止 | 新型コロナウイルス感染症（COVID-19）流行のため開催中止 | 新型コロナウイルス感染症（COVID-19）流行のため開催中止 | 新型コロナウイルス感染症（COVID-19）流行のため開催中止 | 新型コロナウイルス感染症（COVID-19）流行のため開催中止 | 新型コロナウイルス感染症（COVID-19）流行のため開催中止 | 新型コロナウイルス感染症（COVID-19）流行のため開催中止 | 新型コロナウイルス感染症（COVID-19）流行のため開催中止 | 新型コロナウイルス感染症（COVID-19）流行のため開催中止 | 新型コロナウイルス感染症（COVID-19）流行のため開催中止 | 新型コロナウイルス感染症（COVID-19）流行のため開催中止 | 新型コロナウイルス感染症（COVID-19）流行のため開催中止 | 新型コロナウイルス感染症（COVID-19）流行のため開催中止 | 新型コロナウイルス感染症（COVID-19）流行のため開催中止 | 新型コロナウイルス感染症（COVID-19）流行のため開催中止 | 新型コロナウイルス感染症（COVID-19）流行のため開催中止 | 新型コロナウイルス感染症（COVID-19）流行のため開催中止 | 新型コロナウイルス感染症（COVID-19）流行のため開催中止 | 新型コロナウイルス感染症（COVID-19）流行のため開催中止 | 新型コロナウイルス感染症（COVID-19）流行のため開催中止 | 新型コロナウイルス感染症（COVID-19）流行のため開催中止 | -           |                   |
| 2021年（令和3年）  | 70                | 東京農業大 北海道オホーツク                            | 北海学園大                                             | 富士大                                                 | 石巻専修大                                             | 東北福祉大                                             | △上武大                                                | 国際武道大                                             | 共栄大                                                 | 桐蔭横浜大                                             | 桜美林大                                               | 國學院大                                               | ★慶應義塾大                                            | 岐阜聖徳学園大                                         | ●福井工業大                                            | 名城大                                                 | 関西学院大                                             | 大阪商業大                                             | 佛教大                                                 | 和歌山大                                               | 天理大                                                 | 広島経済大                                             | 東亜大                                                 | 松山大                                                 | ▽福岡大                                                | 九州産業大                                             | 西日本工業大                                           | 沖縄大                                                 | 27          |                   |
| 2022年（令和4年）  | 71                | 東京農業大 北海道オホーツク                            | 東海大札幌                                             | 富士大                                                 | △東日本国際大                                          | 東北福祉大                                             | ●上武大                                                | 千葉経済大                                             | 流通経済大                                             | 神奈川大                                               | 東海大                                                 | ★亜細亜大                                              | 明治大                                                 | 静岡大                                                 | 金沢学院大                                             | 名城大                                                 | 近畿大                                                 | 大阪商業大                                             | ▽佛教大                                                | 和歌山大                                               | 天理大                                                 | 近畿大工学部                                           | 環太平洋大                                             | 松山大                                                 | 福岡大                                                 | 九州共立大                                             | 日本文理大                                             | 宮崎産業経営大                                         | 27          |                   |
| 2023年（令和5年）  | 72                | 東京農業大 北海道オホーツク                            | 星槎道都大                                             | △富士大                                                | 東日本国際大                                           | 仙台大                                                 | ▽白鷗大                                                | 国際武道大                                             | 創価大                                                 | 桐蔭横浜大                                             | 日本体育大                                             | ★青山学院大                                            | ●明治大                                                | 中部学院大                                             | 福井工業大                                             | 中部大                                                 | 近畿大                                                 | 大阪商業大                                             | 花園大                                                 | 大阪公立大                                             | 天理大                                                 | 広島経済大                                             | 環太平洋大                                             | 高知工科大                                             | 西南学院大                                             | 九州産業大                                             | 日本文理大                                             | 鹿屋体育大                                             | 27          |                   |
| 2024年（令和6年）  | 73                | 東京農業大 北海道オホーツク                            | 星槎道都大                                             | 八戸学院大                                             | ▽東日本国際大                                          | 仙台大                                                 | 上武大                                                 | 中央学院大                                             | 共栄大                                                 | 桐蔭横浜大                                             | 帝京大                                                 | ★青山学院大                                            | ●早稲田大                                              | 中部学院大                                             | 福井工業大                                             | 中京大                                                 | 関西学院大                                             | 大阪商業大                                             | 佛教大                                                 | 和歌山大                                               | △天理大                                                | 広島経済大                                             | 吉備国際大                                             | 四国学院大                                             | 福岡大                                                 | 九州産業大                                             | 日本文理大                                             | 東海大九州                                             | 27          |                   |
| 連盟独立→          | 連盟独立→         |                                                        |                                                        |                                                        |                                                        |                                                        |                                                        |                                                        |                                                        |                                                        |                                                        |                                                        |                                                        |                                                        |                                                        |                                                        |                                                        |                                                        |                                                        |                                                        |                                                        |                                                        |                                                        |                                                        |                                                        |                                                        | （九州地区）                                           | （南部九州）                                           |             |                   |
| 2025年（令和7年）  | 74                | 東京農業大 北海道オホーツク                            | 北海学園大                                             | 青森大                                                 | 東日本国際大                                           | ★東北福祉大                                            | 上武大                                                 | 城西国際大                                             | 創価大                                                 | 神奈川大                                               | ▽東海大                                                | △青山学院大                                            | 早稲田大                                               | 日本大 国際関係学部                                    | ●福井工業大                                            | 中京大                                                 | 近畿大                                                 | 大阪商業大*3                                           | 佛教大                                                 | 奈良学園大                                             | 大阪産業大                                             | 近畿大工学部                                           | 東亜大                                                 | 聖カタリナ大                                           | 西南学院大                                             | 九州産業大                                             | 久留米工業大                                           | 東海大九州                                             | 27          |                   |
| 年                 | 回                | 北海道 (1990.2)                                        | 札幌 (1990.2)                                          | 北東北 (1991.4)                                        | 南東北 (1991.10)                                       | 仙台六 (1970.4)                                        | 関甲新 (1993.4)                                        | 千葉県 (1952.7)                                        | 東京新 (1952.4)                                        | 神奈川 (1949.4)                                        | 首都 (1964.6)                                          | 東都 (1931.4)                                          | 東京六 (1925.9)                                        | 東海 (1975.4)                                          | 北陸 (1968.4)                                          | 愛知 (1949.10)                                         | 関西 (1982.2)                                          | 関西六 (1982.2)                                        | 京滋 (1950.10)                                         | 近畿 (1948.4)                                          | 阪神 (1955.4)                                          | 広島六 (1967.4)                                        | 中国 (1974.3)                                          | 四国 (1949.4)                                          | 九州六 (1957.4)                                        | 福岡六 (1971.10)                                       | 九州 (1952.1)                                          | 九州 (1952.1)                                          | 出 場 校 数 | 備考 （※解説）    |
| 年                 | 回                | 所属連盟（結成創設年月）                               |                                                        |                                                        |                                                        |                                                        |                                                        |                                                        |                                                        |                                                        |                                                        |                                                        |                                                        |                                                        |                                                        |                                                        |                                                        |                                                        |                                                        |                                                        |                                                        |                                                        |                                                        |                                                        |                                                        |                                                        |                                                        |                                                        | 出 場 校 数 | 備考 （※解説）    |

### 実績累計
※数値は2025年第73回大会終了時。

#### 学校別優勝回数
※( ) 内は準優勝回数。
- 8回 法政大学（東京六）：(1)
- 6回 駒澤大学（東都）：(5)、明治大学（東京六）：(1)、青山学院大学（東都）：(1)
- 5回 早稲田大学（東京六）：(5)、亜細亜大学（東都）：(5)
- 4回 東北福祉大学（仙台六）：(5)、東海大学（首都）：(5)、近畿大学（関西）：(5)、慶應義塾大学（東京六）：(3)、東洋大学（東都）：(2)、立教大学（東京六）(0)
- 3回 中央大学（東都）：(2)
- 2回 日本大学（東都）：(5)、関西大学（関西）：(3)
- 1回 専修大学（東都）：(3)、上武大学（関甲新）：(1)、大阪体育大学（阪神）：(0)、日本文理大学（九州）：(0)、中京大学（愛知）： (0)、中京学院大学（東海）：(0)
- 0回 立命館大学（関西）：(3)、関西学院大学（関西）：(2)、大阪商業大学（関西六）：(2)、流通経済大学（東京新）：(2)、国際武道大学（千葉県）：(2)、神奈川大学（神奈川）：(1)、富士大学（北東北）：(1)、九州共立大学（福岡六）：(1)、関東学院大学（神奈川）：(1)、愛知学院大学（愛知）：(1)、同志社大学（関西）：(1)、中央学院大学（千葉県）：(1)、佛教大学（京滋）：(1)、福井工業大学（北陸）：(2)

#### 所属連盟別優勝回数
＊1：「最近10大会の優勝回数」は2013年度大会からシード条件になった事により記載。中止となった2020年の第69回大会は含まない。
＊2：代表枠の所属変遷のある連盟については現在の連盟にて計上。
| 連盟名                       | 優勝回数 | 準優勝回数 | 最近10大会の優勝回数 |
| ---------------------------- | -------- | ---------- | -------------------- |
| 東京六大学野球連盟           | 27回     | 10回       | 4回                  |
| 東都大学野球連盟             | 27回     | 23回       | 3回                  |
| 関西学生野球連盟             | 6回      | 14回       | 0回                  |
| 首都大学野球連盟             | 4回      | 5回        | 0回                  |
| 仙台六大学野球連盟           | 4回      | 5回        | 2回                  |
| 関甲新学生野球連盟           | 1回      | 1回        | 0回                  |
| 東海地区大学野球連盟         | 1回      | 0回        | 1回                  |
| 愛知大学野球連盟             | 1回      | 1回        | 0回                  |
| 九州地区大学野球連盟（北部） | 1回      | 0回        | 0回                  |
| 阪神大学野球連盟             | 1回      | 0回        | 0回                  |
| 千葉県大学野球連盟           | 0回      | 3回        | 0回                  |
| 関西六大学野球連盟           | 0回      | 2回        | 0回                  |
| 神奈川大学野球連盟           | 0回      | 2回        | 0回                  |
| 東京新大学野球連盟           | 0回      | 2回        | 0回                  |
| 福岡六大学野球連盟           | 0回      | 1回        | 0回                  |
| 北東北大学野球連盟           | 0回      | 1回        | 0回                  |
| 京滋大学野球連盟             | 0回      | 1回        | 0回                  |
| 北陸大学野球連盟             | 0回      | 2回        | 0回                  |

## その他

### 国公立大の出場記録
データは2023年の歴代71大会、延べ1349出場校中のもの。また特記以外は未勝利。なお、この項目は全日本大学野球連盟が発行の記録集にも掲載されているもの。
- 北海道大学(4) ※1大会2勝
- 小樽商科大学(1)
- 北海道教育大学札幌校(1)
- 秋田大学(2)
- 東北大学(5)
- 福島大学(2)
- 茨城大学(1)
- 埼玉大学(1)
- 筑波大学(1) ※1勝
- 東京学芸大学(8)
- 東京水産大学(1)
- 東京商船大学(1)※現東京海洋大学（「東京水産大・東京商船大統合の為」）で(2)とする。
- 横浜市立大学(4) ※3勝
- 三重大学(3)
- 静岡大学(3)
- 金沢大学(3)
- 京都教育大学(1) ※1大会2勝
- 大阪教育大学(2) ※1勝
- 大阪大学(1)
- 大阪公立大学(1)
- 和歌山大学(2) ※2勝
- 広島大学(西条)(2)
- 岡山大学(6) ※2勝
- 島根大学(1) ※1勝
- 高知大学(3)
- 高知工科大学(2)
- 愛媛大学(4) ※1勝
- 北九州市立大学(5) ※1勝
- 鹿児島大学(1)
- 鹿屋体育大学(1)※1大会2勝
- 名桜大学(1)